# گلوله برفی
گلوله برفی (انگلیسی: Snowball Express) فیلمی آمریکایی در سبک کمدی است که در سال ۱۹۷۲ منتشر شد.

## بازیگران
- دین جونز
- نانسی اولسون
- هری مورگان
- کینن وین
- جانی ویتاکر
- ماری ویکس
- دیوید وایت
- دیک وان پاتن
- جورج لیندزی
- ژاک بالوتان